# 豪納赫河 (施奈塔赫河支流)
49°36′34″N 11°19′50″E / 49.609547°N 11.330642°E

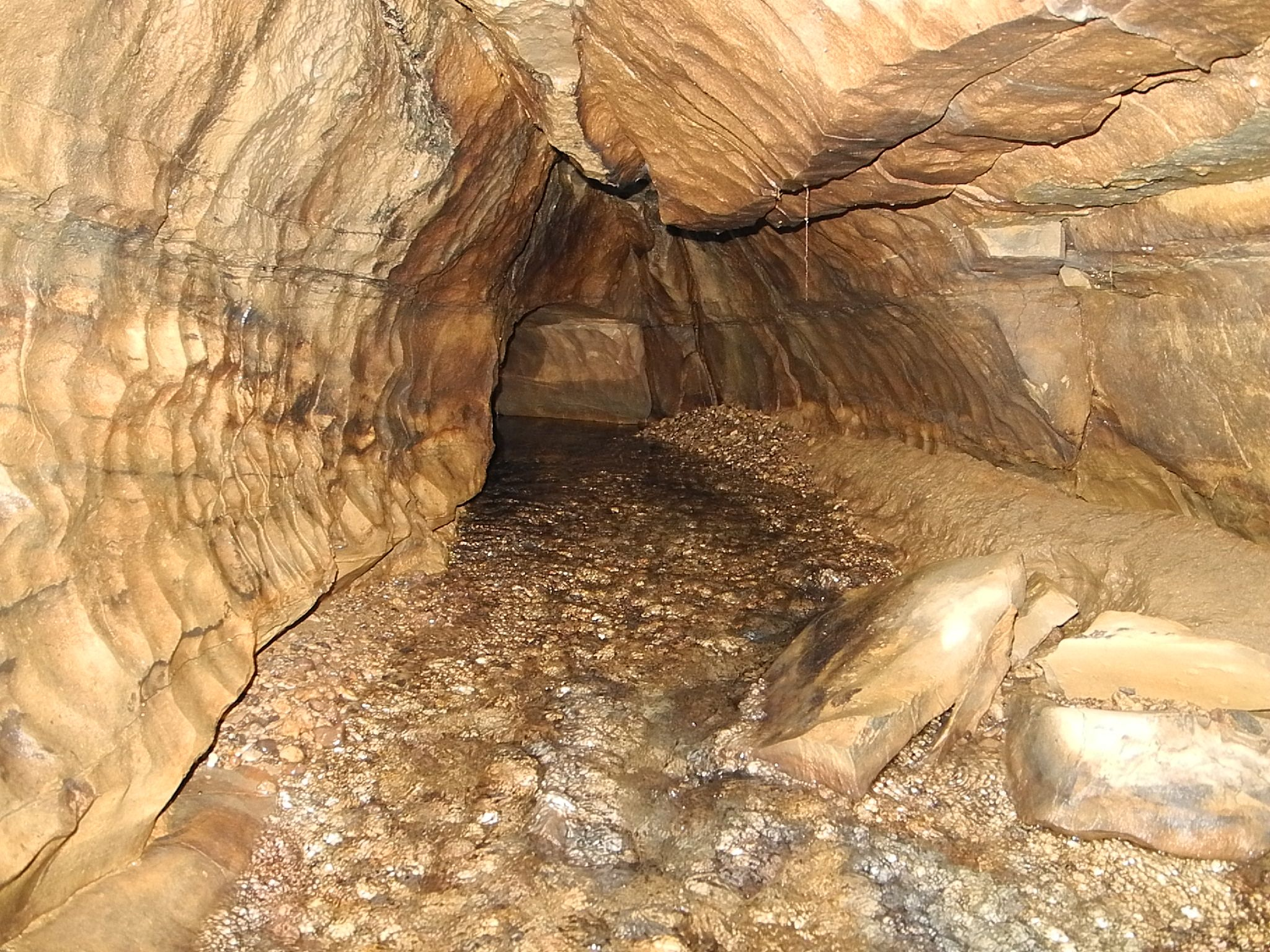

豪納赫河是德國的河流，位於該國東南部，由巴伐利亞負責管轄，屬於施奈塔赫河的支流，河道全長2.7公里，流經錫默爾斯多夫。